# 三帰県
三帰県（さんき-けん）は中華人民共和国江蘇省にかつて存在した県。現在の高郵市の一部に相当する。
南北朝時代、梁により設置された。隋代になると開皇初年に廃止された。